# میدان هوایی جزیره سان نیکولاس
میدان هوایی جزیره سان نیکولاس (به انگلیسی: Naval Outlying Field San Nicolas Island) یک فرودگاه نظامی است . این فرودگاه در شهر شهرستان ونتورا کشور ایالات متحده آمریکا قرار دارد و در ارتفاع ۱۵۴٫۲ متری از سطح دریا واقع شده‌است.